# Sphecomyrminae
Sphecomyrminae es una subfamilia extinta de hormigas, conocida por fósiles del Cretáceo de Norteamérica, Europa y Asia. Sphecomyrminae contiene diez géneros agrupados en dos tribus, Haidomyrmecini y Sphecomyrmini. La tribu Haidomyrmecini contiene cinco géneros, Ceratomyrmex, Haidomyrmex, Haidomyrmodes, Haidoterminus y Linguamyrmex; Sphecomyrmini contiene Baikuris, Cretomyrma, Dlusskyidris, Sphecomyrma y Zigrasimecia. El género Sphecomyrmodes estaba puesto en Sphecomyrmini; pero en 2016, se lo transformó en sinónimo de Gerontoformica, que es considerado incertae sedis en Formicidae.
Sphecomyrminae es la subfamilia más basal de Formicidae, pero aun no ha sido incluida en algunos estudios filogenéticos de la familia. Las simplesiomorfias de la familia incluyen la estructura de las antenas, con un segmento basal corto y un grupo flexible de segmentos anteriores al extremo de la antena. El peciolo es bajo y redondeado con un gaster no fijo y con presencia de glándulas metapleurales.
La subfamilia se caracteriza por tres sinapomorfias principales: un pedicelo corto, un segundo segmento antenal con una longitud que es el doble de la de otros segmentos antenales y la pérdida de las venas CuA en las alas de machos adultos.

## Historia y clasificación
La única especie de Haidomyrmodes, Haidomyrmodes mammathus, es conocida de fósiles encontrados en inclusiones minerales en trozos transparentesde ámbar de Francia. Fue descrito originalmente por Vincent Perrichot y André Nel en 2008. El grupo hermano, Haidomyrmex, es más diverso, con tres especies descritas de ámbar de Burma. El espécimen tipo de Haidomyrmex cerberus fue colectado a principios del siglo XX y depositado en el museo de cienciasnaturales de Londres. No se realizó una descripción hasta 1996, con una publicación del paleoentomólogo Gennady M. Dlussky. H. scimitarus y H. zigrasi fueron descritos en un trabajo de 2012 de Phillip Barden y David Grimaldi. El tercer género, Haidoterminus y su única especie, Haidoterminus cippus, fueron descritos en 2013, encontrados en ámbar canadiense. Esto extiende la antigüedad de la tribu otros 20 millones de años hasta el Cretáceo tardío y expande su distribución geográfica hasta Norteamérica.
Dentro de Sphecomyrmini, se conocen cuatro especies del género Baikuris. Tanto  B. mandibularis como B. miriabilis fueron descritos en 1987 por Dlussky a partir de un grupo de machos fósiles encontrados en ámbar de Taymyr, mientras que la tercera especie, B. casei, fue descrita basándose en ámbar de Nueva Jersey. Una cuarta especie fue descrita encontrada en ámbar de Charentes como B. maximus. Las especies de Cretomyrma, C. arnoldii y C. unicornis, también fueron descritas de ámbar de Taymyr en una publicación de Dlussky de 1975. En este trabajo, también se describió un género monotípico que Dlussky llamó "Palaeomyrmex", pero este nombre ya existía, refiriéndose a otra especie. Tuvo que ser cambiado; en 1994 B. Bolton lo llamó Dlusskyidris.
Se descubrieron fósiles de esta subfamilia en el Santoniense en la formación Magothy de Cliffwood Beach, Nueva Jersey. Los colocaron en Sphecomyrma , especie Sphecomyrma freyi, en la nueva subfamilia Sphecomyrminae. Wilson describió una segunda especie de Sphecomyrma en 1985 basado en fósiles de ámbar canadiense de la formación Foremost de Alberta.  La tercera especie conocida, S. mesaki fue descrita en 2005 de ámbar de Nueva Jersey de la formación Raritan, Nueva Jersey.
El octavo género de esta subfamilia, Zigrasimecia, fue estudiado por Barden y Grimaldi; se publicó la descripción en  2013. El género contiene la especie tipo Zigrasimecia tonsora, de la que se conoce una hembra sin alas conservada en ámbar de Burma. Barden and Grimaldi mencionan la estrecha relación entre Zigrasimecia y Sphecomyrmodes, pero no colocan específicamente a Zigrasimecia dentro de una tribu de Sphecomyrminae. En una publicación posterior, Perrichot (2014) describió una segunda especie de Zigrasimecia, Z. ferox, y puso este género en la tribu Sphecomyrmini.

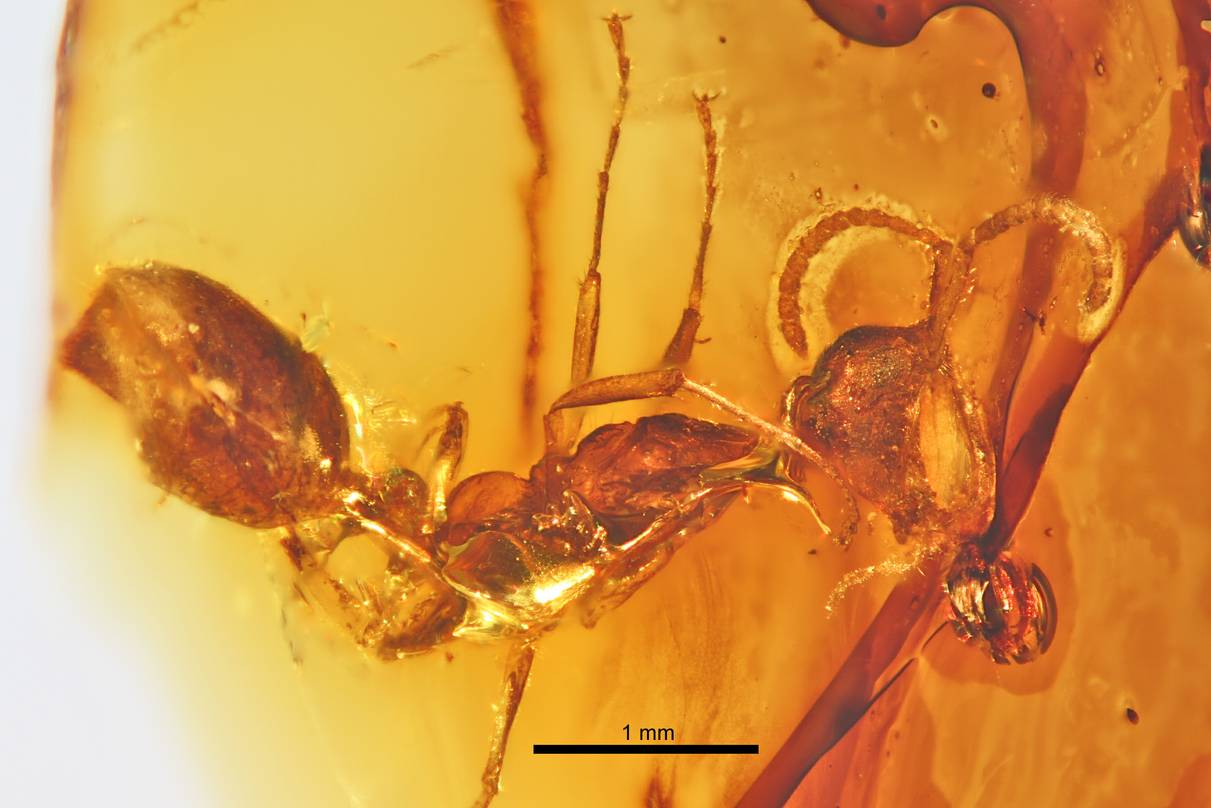
Haidoterminus cippus

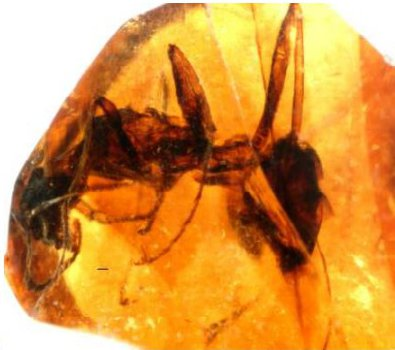
Boltonimecia canadensis

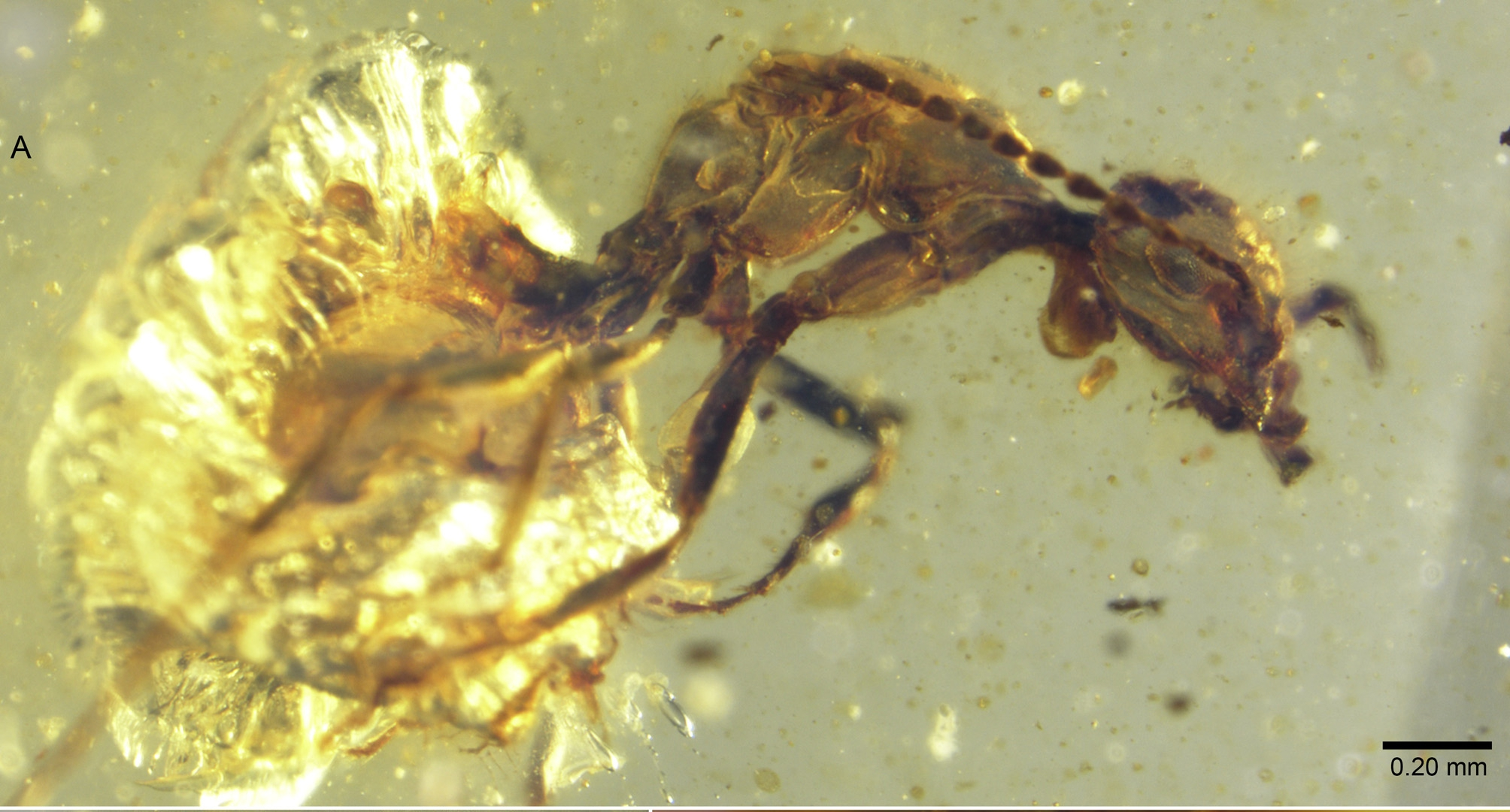
Zigrasimecia tonsora

## Tribus y géneros
En 2017 se reconocieron tres tribus, Haidomyrmecini, Sphecomyrmini y Zigrasimeciini y se incluyeron géneros que previamente estaban en  Armaniidae en la tribu Sphecomyrmini.
- Sphecomyrminae Wilson & Brown, 1967
  - Haidomyrmecini Bolton, 2003
    - Ceratomyrmex Perrichot, Wang & Engel, 2016
    - Haidomyrmex Dlussky, 1996
    - Haidomyrmodes Perrichot, Nel, et al., 2008
    - Haidoterminus McKellar, Glasier & Engel, 2013
    - Linguamyrmex Barden & Grimaldi, 2017

  - Sphecomyrmini Wilson, Carpenter & Brown, 1967
    - Armania Dlussky, 1983
    - Baikuris Dlussky, 1987
    - Cretomyrma Dlussky, 1975
    - Dlusskyidris Bolton, 1994
    - Orapia Dlussky, Brothers & Rasnitsyn, 2004
    - Pseudarmania Dlussky, 1983
    - Sphecomyrma Wilson & Brown, 1967

  - Zigrasimeciini Borysenko, 2017
    - Boltonimecia Borysenko, 2017
    - Zigrasimecia Barden & Grimaldi, 2013